# Cabernet Cubin
Cabernet Cubin ist eine spätreifende und ertragssichere Rotweinneuzüchtung mit robusten weinbaulichen Stockmerkmalen. Sie hat viele Ähnlichkeiten, im Aussehen und beim Wein, zum Kreuzungspartner Cabernet Sauvignon. Die Sorte liefert sehr farbintensive, tanninbetonte Weine mit Cassisnote. Die Weine brauchen eine längere Reife, um ihre optimale Qualität zu bringen.

## Herkunft
Die Sorte wurde 1970 von der Staatlichen Lehr- und Versuchsanstalt für Wein- und Obstbau in Weinsberg gezüchtet. 1999 wurde der Sortenschutz beim Bundessortenamt beantragt.

## Abstammung
Kreuzung von Blaufränkisch × Cabernet Sauvignon-Klon Levadoux.

## Ampelografische Merkmale
Die Cabernet Cubin-Traube erinnert mit der Beerengröße und Aufbau, sehr stark an die "Vatertraube", also den Cabernet Sauvignon.
- Die Triebspitze ist grün und nur vereinzelt wollig behaart.
- Der Triebwuchs ist stark.
- Die Blätter sind mittelgroß, 5-lappig mit geschlossener Stielbucht.
- Die Traube ist mittel- bis groß, geschultert mit mittlerer Beerendichte. Die Beeren sind rund, klein – mittelgroß, blauschwarz gefärbt mit fruchtigem Beerenfleischgeschmack.

Reife: sehr spät

## Ertrag
Bringt hohe sichere Erträge.

## Ansprüche
Die Lageansprüche sind wegen der späten Reife hoch und dem Spätburgunder ähnlich.

## Vor- und Nachteile
Vorteile
- Ist sehr blühsicher, damit ertragssicher.
- Besitzt eine gute Winterfrostfestigkeit.

Nachteile
- Wegen später physiologischer Reife werden sehr gute Lagen benötigt.
- In manchen Jahren kann der Gescheinsansatz zu hoch sein. Für eine gute Weinqualität ist eine Ertragsregulierung notwendig.

## Wein
Die Cabernet Cubin-Weine besitzen eine ausgeprägte Cabernet-Sauvignon-Art, farbkräftig, tanninbetont mit vielen Fruchtaromen.
Der Cabernet Cubin sollte lange im Holzfass reifen. Auch für den Ausbau im Barrique eignet sich die Sorte sehr gut.

## Verbreitung
Im Jahr 2022 gab es in Deutschland eine bestockte Rebfläche von 59 Hektar. Kleine Bestände gibt es auch in der Schweiz (3,47 Hektar, Stand 2013,)

## Synonyme
- Cabernet Cubin in der Datenbank Vitis International Variety Catalogue des Instituts für Rebenzüchtung Geilweilerhof (englisch)